# Consejo Permanente

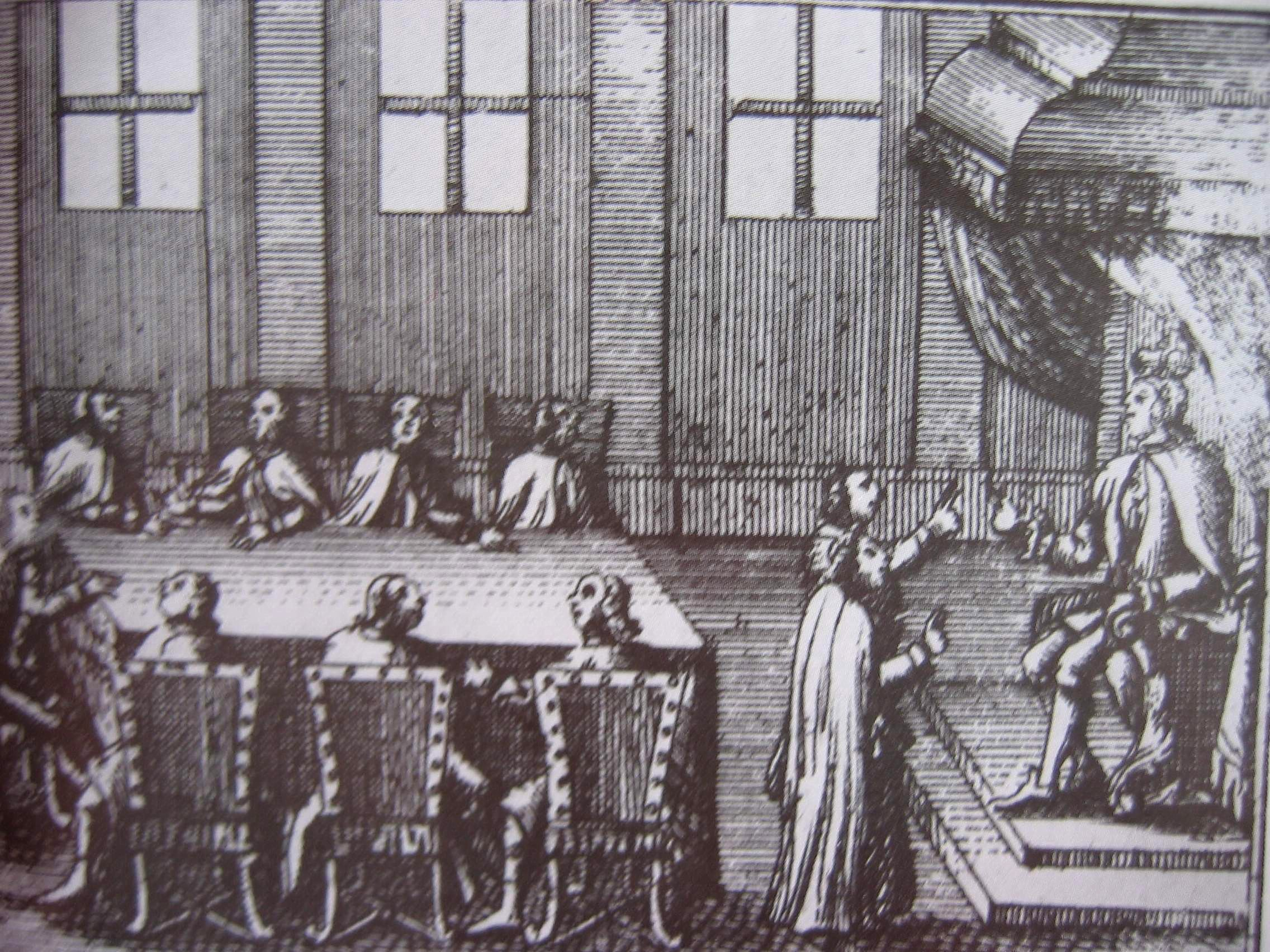
Grabado del del Consejo Permanente.

El Consejo Permanente (en polaco: Rada Nieustająca, en lituano: Nuolatinė taryba), también conocido como Concilio Permanente, fue la máxima autoridad administrativa en la Mancomunidad de Polonia-Lituania entre 1775 y 1789, siendo el primer gobierno ejecutivo moderno en Europa. Gran parte de los miembros del consejo terminaron trabajando en el Sejm de la mancomunidad. 
El Consejo Permanente estaba compuesto por 36 miembros electos (18 senadores y 18 representantes) y un vicerrey. Un tercio de los miembros del Consejo representa a Lituania, y dos tercios a Polonia. Aunque ejerció cierta influencia en la política polaca y en el gobierno, debido a su falta de popularidad en el período de particiones, fue respaldado por el Imperio Ruso durante el Levantamiento de Noviembre contra esa misma nación, lo que le valió el pseudónimo de Zdrada Nieustająca (traducido al español como Traición Permanente).